# Bolschewik-Insel
Die Bolschewik-Insel (russisch о́стров Большеви́к, Ostrow Bolschewik) ist eine im Arktischen Ozean nördlich des russischen Festlands gelegene Insel. Sie ist die südlichste und mit etwa 11.312 km² nach der Insel der Oktoberrevolution die zweitgrößte Insel im Sewernaja-Semlja-Archipel.
Administrativ gehört sie zum sibirischen Autonomen Kreis Taimyr, welcher am 1. Januar 2007 in die Region Krasnojarsk eingegliedert wurde. Die Bolschewik-Insel ist etwa zu einem Drittel vergletschert. Die Leningrader Eiskappe erreicht eine Höhe von 874 m über dem Meer. Die eisfreien Gebiete werden von Tundra eingenommen.
Die 1913 von der Hydrographischen Expedition des Nördlichen Eismeers unter Leitung von Boris Wilkizki entdeckte Insel hieß bis 1926 Swjataja Olga (deutsch: Sankt Olga). Eine Initiative zur offiziellen Wiedereinführung des alten Namens aus der Zeit Zar Nikolaus II., nach dem ursprünglich der gesamte Archipel benannt war, scheiterte 2007 an der Ablehnung durch das Regionalparlament der Region Krasnojarsk.
Im Norden der Insel befindet sich die Forschungsstation Kap Baranow, die größte in der russischen Arktis.